# Розыев, Курбанмурад
Курбанмурад Розыев (туркм. Gurbanmyrat Rozyýew; род. 1952, село Сиядаг-Сакар, Сакарский район, Чарджоуская область, Туркменская ССР, СССР) — туркменский государственный деятель.

## Биография
В 1978 году окончил Туркменский сельскохозяйственный институт.
Работал начальником дезинфекционного отряда районной ветеринарной станции, начальником телочного комплекса, председателем колхоза, председателем Сакарского районного агропромышленного объединения, заведующим отделом агропромышленного комплекса Хякимлика Лебапского велаята.
1994—1996 — хяким Сакарского этрапа Лебапского велаята.
14.03.1996 — 03.12.1998 — хяким Лебапского велаята.
14.03.1996 — 30.06.1999 — заместитель Председателя Кабинета министров Туркменистана.
26.01.1999 — 30.06.1999 — министр сельского и водного хозяйства Туркменистана.
30.06.1999 — освобождён от всех должностей по состоянию здоровья.

## Награды и звания
- медаль «За любовь к Отечеству» (1996)

## Варианты транскрипции имени и фамилии
- Имя: Гурбанмырат, Гурбанмурат, Курбанмурат